# Puerto Libertador
Puerto Libertador là một khu tự quản thuộc tỉnh Córdoba, Colombia. Thủ phủ của khu tự quản Puerto Libertador đóng tại Puerto Libertador Khu tự quản Puerto Libertador có diện tích 2062 ki lô mét vuông. Đến thời điểm ngày 28 tháng 5 năm 2005, khu tự quản Puerto Libertador có dân số 16207 người.